# Ferdinand Bauditz (1811-1866)
 Der er flere personer med dette navn, se Ferdinand Bauditz.
Ferdinand Carl Adolph Bauditz (17. marts 1811 i København – 18. maj 1866 sammesteds) var en dansk officer, bror til Julius og Waldemar Gustav Otto Bauditz.
Han var en søn af generalmajor Ferdinand Christian Fürchtegott Bauditz. Han blev kadet 1822, sekondløjtnant 1824 i Prins Ferdinands Regiment lette dragoner, kammerjunker i 1829 og i 1834 premierløjtnant, hvornæst han i 1841, da han alt fik ritmesters karakter, indtrådte i ægteskab med Siegfriede Antoinette Caroline Louise komtesse Holstein af Ledreborg (6. marts 1816 på Ledreborg – 29. januar 1892 i København), datter af kammerherre, lensgreve Christian Erhardt Holstein. I 1842 kom han til tjeneste ved 3. dragonregiment, blev adjudant ved samme i 1845 og var som sådan med i kampen ved Bov. Straks efter blev han ansat som adjudant ved kavaleriets stab og deltog i Slaget ved Slesvig, hvorefter han en tid var souschef ved det højre flankekorps under oberst Juel samt deltog i affæren ved Hoptrup. Efter endt felttog, som bragte ham Ridderkorset, blev han stabschef ved kavaleriet og i 1849 stabschef ved kavaleribrigaden, i hvilken stilling han deltog i kampen ved Kolding, hvornæst han kom til tjeneste ved 4. og i 1850 ved 3. dragonregiment, hvormed han deltog i slaget ved Isted. Udnævnt til major i 1856 ved samme regiment blev han medlem af Dannevirkekommissionen og af Kavalerikommissionen og kom i 1860 til 6. dragonregiment, hvorved han blev oberstløjtnant i 1862. I krigen 1864 deltog han i kampen ved Vejle og udnævntes til oberst 8. juli samme år, men afgik ved reduktionen i december fra Hæren.
Bauditz, som blev Dannebrogsmand i 1860 og kammerherre i 1866, afgik ved døden 18. maj samme år; han var en begavet officer, som navnlig i sine yngre år gjorde god fyldest i sine forskellige tjenestestillinger og oftere optrådte som forfatter. I Militært Repertorium 2. række behandles således avancementsforholdet imellem kavaleriet og infanteriet ved den danske hær og i 3. række kavaleriets stilling i forhold til de andre våben.
Han er begravet på Garnisons Kirkegård. Der findes en miniature i familieeje. Fotografier af Emil Rye.
Han var far til redaktøren Ferdinand Bauditz.